# Xavier Elies
Xavier Elies i Gibert (Barcelona, 15 de abril de 1941 - 30 de junio de 2010) fue un economista, editor y cantante español en idioma catalán vinculado al movimiento de la Nova Cançó en Cataluña y conocido con el nombre artístico de Xavier Elies, el séptimo integrante desde el año 1963 de Els Setze Jutges.

## Biografía
Xavier Elies nació en Barcelona y grabó un solo disco: El piset, siguió un estilo muy característico dentro de una línea humorística y satírica en la que predominaba la influencia de los grandes autores de la chanson francesa, especialmente Georges Brassens, del que fue un fiel seguidor. Al igual que el resto de miembros de Els Setze Jutges realizó un gran número de actuaciones en directo y recitales por tierras catalanas en una labor importante de divulgación de la Nova Cançó y la cultura catalana, aunque no consiguió ningún gran éxito popular, compuso numerosas canciones.
Tuvo también una intervención fugaz como cantante e instrumentista del grupo Els 4 Gats, el primero de estas características que cantó en lengua catalana.
Una vez superado el primer periodo de popularización de la canción en catalán, cuando el movimiento adquiría sus más altas cotas de popularidad, Xavier Elies optó por retirarse del mundo de la canción, dedicándose al reto editorial como editor y consejero delegado del grupo HYMSA, editor de la revista Lecturas entre otras.
El 13 de abril de 2007, junto con el resto de componentes de Els Setze Jutges recibió la Medalla de Honor del Parlamento de Cataluña, en reconocimiento por su labor en favor de la cultura y la lengua catalanas durante la dictadura.